# 国立中央研究院旧址
国立中央研究院旧址，是中央研究院在南京的建筑群，包括中央研究院总办事处大楼、中央研究院历史语言研究所大楼、中央研究院地质研究所大楼三座建筑，分别修建于1947年、1936年、1931年。建筑群地址为北京东路39号，位于鸡鸣寺南侧，中国科学院南京分院内，同时也是江苏省科技厅所在地。

## 历史

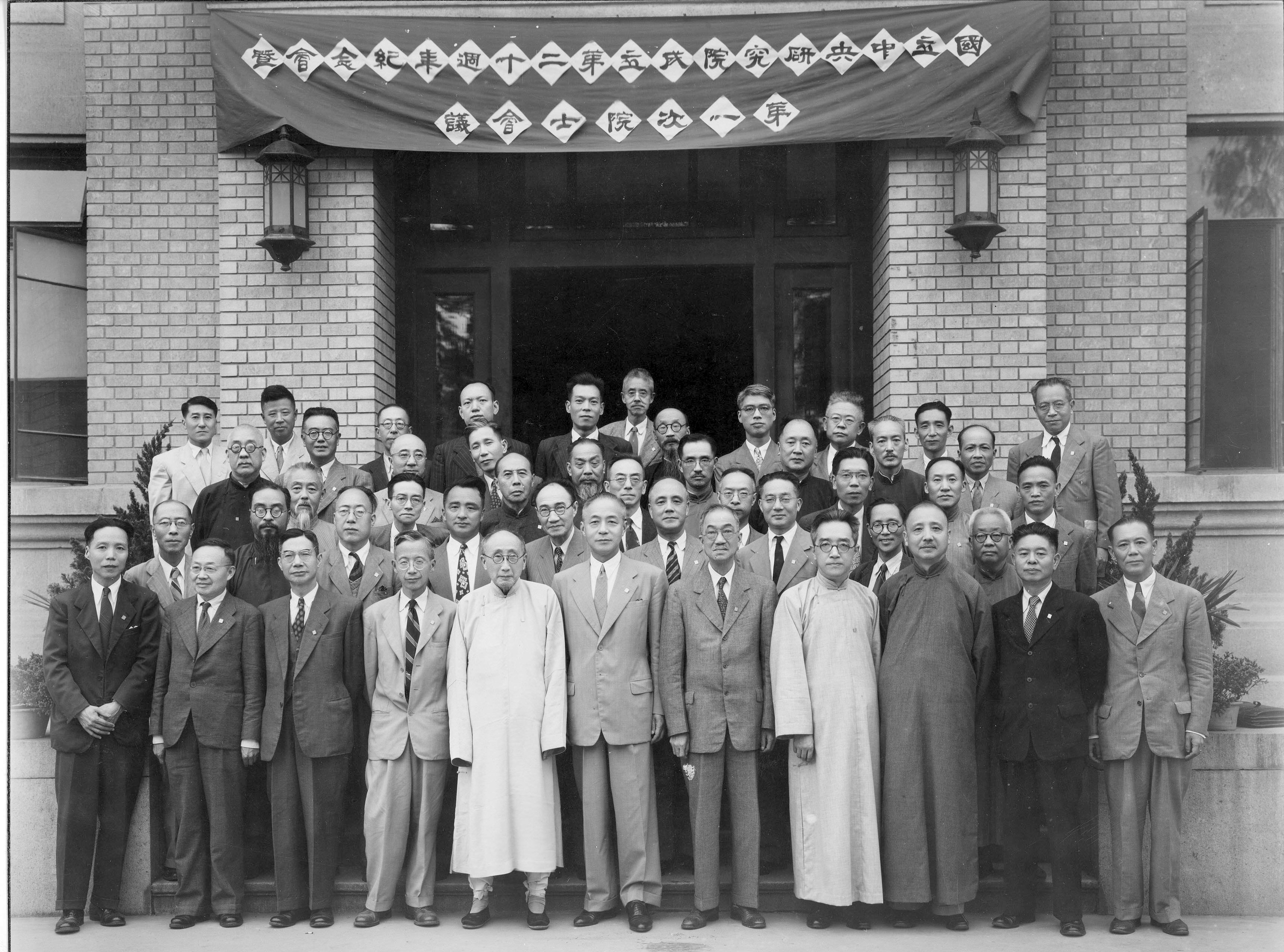
院士们在总办事处大楼前合影，摄于1948年9月23日。

三座建筑均由杨廷宝设计。1931年，朱森记营造厂修建了地质研究所大楼，李四光于1932年至1937年在此主持工作。1936年，六合营造厂建造了历史语言所大楼，同年考古学者在大楼内对YHl27坑进行室内发掘。1947年，新金记康号营造厂修建了总办事处大楼。1948年4月1日，在此选出了中央研究院第一届院士。
2013年3月，入选第七批全国文物保护单位。2018年1月，入选第二批中国20世纪建筑遗产名录。